# De Salaberry (Manitoba)
Pour les articles homonymes, voir De Salaberry.
De Salaberry est une municipalité rurale du Manitoba, situé à 50 km au sud de Winnipeg, Canada. Elle compte 3 000 habitants, en grande partie francophone. Elle comprend les centres urbains de Saint-Malo, Dufrost et Otterburne. Le village de Saint-Pierre-Jolys y est enclavé. Elle se situe dans la vallée de la rivière Rouge (Manitoba).
Son nom vient de Charles-Michel de Salaberry.
L'activité principale est l'agriculture.

## Démographie
| 2001  | 2006  | 2011  | 2016  |
| ----- | ----- | ----- | ----- |
| 3 227 | 3 349 | 3 450 | 3 580 |

## Aires protégées
On retrouve deux aires protégées à De Salaberry, soit le parc provincial de Saint-Malo et la zone de gestion de la faune de Saint-Malo.